# Cyrtocrinida
Cyrtocrinida Sieverts-Doreck, 1952 è un piccolo ordine di echinodermi della classe dei Crinoidi.

## Descrizione
Sono dei crinoidi caratterizzati da un calice appiattito, formato più piastre radiali e da una singola piastra dorsale. Il peduncolo è corto o assente, privo di cirri. La adesione al substrato è garantita da una struttura a disco, che nelle specie prive di peduncolo è direttamente articolata con il calice.

## Tassonomia
Comprende 7 specie così suddivise:
- sottordine Cyrtocrinina
  - Sclerocrinidae Jaekel, 1918
    - Neogymnocrinus Hess, 2006 (1 specie)
    - Pilocrinus Jaekel, 1907 †
- sottordine Holopodina
  - Eudesicrinidae Bather, 1899
    - Proeudesicrinus Améziane-Cominardi & Bourseau, 1990 (1 specie)

  - Holopodidae Zittel, 1879
    - Cyathidium Steenstrup, 1847 (2 specie)
    - Holopus Orbigny, 1837 (3 specie)